# Текстомузыкальная форма
Текстомузыка́льная фо́рма (в альтернативной орфографии — тексто-музыкальная форма) — тип музыкальной формы, специфика которой определяется строением молитвословного или поэтического текста. 

## Краткая характеристика
В песенных формах текстомузыкального типа логика формы (конструкции) выявляется через каденционный план, в котором удельный вес музыкальных каденций определяется значимостью соответствующих отделов поэтической формы: самая слабая каденция внутристрочная, самая сильная генеральная и т.д. 
Текстомузыкальная форма как тип господствует в культовой музыке с древнейших времен до наших дней. В светской европейской музыке текстомузыкальная форма доминировала до начала XVII века (условно проводимая демаркационная линия — «Le nuove musiche» Дж. Каччини). С тех пор об исторических разновидностях музыкальных форм (рондо, соната и т.п.) говорят как об «абсолютных», или «автономных», т.е. специфика их структуры описывается как имманентно музыкальная, вне зависимости от текста (реального в вокальной музыке или подразумеваемого в инструментальной).
Примеры текстомузыкальных форм: сколий Сейкила (древнегреческая песня), все жанры (формы) григорианского хорала (например, секвенция, гимн, респонсорий и т.д.), византийской и древнерусской монодии (см. Знаменный распев), формы восточной макамо-мугамной традиции, все твёрдые формы во французской музыке XIII–XIV вв. (баллата, виреле, рондо), лэ труверов и лейх миннезингеров, форма бар мейстерзингеров и протестантского хорала,  кондукт, мотет и месса нидерландской полифонической школы, итальянские мадригалы XVI — начала XVII веков (Монтеверди, Джезуальдо и др.), французские (шансон), немецкие (Lied), итальянские (канцонетта, вилланелла, фроттола), испанские (вильянсико, романс) многоголосные песни XV — XVI веков и др.

## Из истории термина
В англоязычном музыкознании используются похожие термины англ. poetic musical form и (чаще) англ. musico-poetic form. В итальянском языке используется термин итал. forma poetico-musicale, во французском — forme poético-musicale и т.д.
Термин «текстомузыкальная форма», в России введённый в трудах Ю. Н. Холопова, предполагает не только поэтические формы (стихи), но и любые тексты (прежде всего, молитвословную прозу), которые были положены в основу сотен музыкальных композиций. Образцовый анализ гармонии с учётом особенностей текстомузыкальный формы Холопов даёт на примере мотета Палестрины «Quam pulchra es».